# Buławinkowate
Buławinkowate (Clavicipitaceae (Lindau) O.E. Erikss.) – rodzina grzybów z rzędu rozetkowców (Hypocreales).

## Charakterystyka
Przeważnie pasożyty roślin, często z rodziny wiechlinowatych. Na sklerocjach, lub bezpośrednio na żywicielu tworzą jaskrawo ubarwioną podkładkę. Na jej zewnętrznej części powstają elipsoidalne lub butelkowate owocniki typu perytecjum, o wydłużonej górnej części. Ujście perytecjum często na brodawce. Worki cylindryczne, cienkościenne, wąskie i bardzo długie. Ich część szczytowa jest silnie pogrubiona i posiada otwór. Askospory jednokomórkowe.
Do rodziny tej należy kilkadziesiąt rodzajów. W Polsce największe znaczenie mają dwa: Claviceps i Epichloa.

## Systematyka
Pozycja w klasyfikacji według Index FungorumHypocreales, Hypocreomycetidae, Sordariomycetes, Pezizomycotina, Ascomycota, Fungi.
Niektóre rodzaje
Według aktualizowanej klasyfikacji Index Fungorum bazującej na Dictionary of the Fungi do rodziny tej należą m.in.:
- Claviceps Tul. 1853
- Drechmeria W. Gams & H.-B. Jansson 1985
- Epichloe (Fr.) Tul. & C. Tul. 1865